# Liga lekkoatletyczna sezon 2014
Liga lekkoatletyczna sezon 2014 – rozgrywki ligowe organizowane przez Polski Związek Lekkiej Atletyki, podzielone na klasy rozgrywkowe: ekstraklasę, I i II ligę. 
Zawody rozgrywane są w dwóch rzutach, wiosenne mityngi oraz jesienne zawody finałowe. Wyniki rundy wiosennej zostaną podane w postaci dwóch rankingów: 
a) klubów zakwalifikowanych do finałowych zawodów Ekstraklasy na podstawie rozgrywek roku 2013,
b) pozostałych klubów; - sklasyfikowane na pozycjach 1 - 16 będą stanowić I Ligę, - pozostałe - II Ligę Lekkoatletyczną.
I rzut ekstraklasy zaplanowany jest na 17-22 czerwca 2014r, II rzut 6 września 2014r.
Z Ekstraklasy do I ligi spadają 4 ostatnie zespoły. Awans z 1 ligi uzyskują 4 pierwsze zespoły.

## Ekstraklasa - zespoły
| Miejsce | Nazwa klubu                             | I rzut - pkt. | II rzut - pkt. | Ilość Punktów razem | Uwagi |
| ------- | --------------------------------------- | ------------- | -------------- | ------------------- | ----- |
| 1       | KS AZS AWF Kraków (m)                   | 3552          | 3386           | 6938                |       |
| 2       | AZS AWF Warszawa                        | 3528          | 3147           | 6675                |       |
| 3       | KS Podlasie Białystok                   | 3418          | 3203           | 6621                |       |
| 4       | SL WKS Zawisza Bydgoszcz                | 3210          | 3049           | 6269                |       |
| 5       | AZS UMCS Lublin                         | 3002          | 2800           | 5802                |       |
| 6       | KS AZS AWF Biała Podlaska               | 2865          | 2663           | 5528                |       |
| 7       | AZS Łódź                                | 2376          | 2884           | 5260                |       |
| 8       | KS Agros Zamość                         | 2768          | 2275           | 5043                |       |
| 9       | AZS KU Politechniki Opolskiej Opole (b) | 2770          | 2194           | 4964                |       |
| 10      | WKS Wawel Kraków (b)                    | 2318          | 2383           | 4701                |       |
| 11      | GKS Olimpia Grudziądz (b)               | 2179          | 2452           | 4631                |       |
| 12      | MKL Toruń                               | 2455          | 2003           | 4458                |       |
| 13      | LŁKS Prefbet Śniadowo Łomża             | 2312          | 2143           | 4455                |       |
| 14      | RKS Łódź (b)                            | 2258          | 1772           | 4030                |       |
| 15      | MKS MOS Płomień Sosnowiec               | 2963          | DNS            | DNS                 |       |
| 16      | CKS Budowlani Częstochowa               | 1535          | DNS            | DNS                 |       |

| Opis tabeli ekstraklasy:               |
| -------------------------------------- |
| (m) - Mistrz z poprzedniego sezonu     |
| (b) - beniaminek                       |
| DNS - drużyna nieskwalifikowana        |
| mistrzostwo                            |
| spadek lub wycofanie klubu z rozgrywek |